# Академія інтерактивних мистецтв і наук
Academy of Interactive Arts & Sciences (укр. Академія інтерактивних мистецтв і наук, скорочено AIAS) — неприбуткова організація, заснована в 1996 році, яка займається підтримкою відеоігор на щорічній події «D.I.C.E. Summit», де щорічно з 1998 року відбувається церемонія нагородження «Interactive Achievement Awards». Цей захід збирає професіоналів індустрії розваг, і лише професійні члени, хто відповідає набору мінімальних критеріїв можуть голосувати за найкраще розважальне програмне забезпечення року.

## Історія
Академія інтерактивних мистецтв і наук бере свій у 1992 році від невеликої групи професіоналів, що базувались у Лос-Анджелесі. Вони намагались заохотити розробників комп'ютерних ігор з Кремнієвої долини залучати до їхніх творінь голівудських акторів, а також інших творчих особистостей, які допомагали проекту з мистецького боку. AIAS було створено в листопаді 1996 року. Марк Терен і Деніс Крісті стали її засновниками. Ендрю Цукер, юрист із Беверлі-Хіллс, приєднався як третій виконавчий директор, внаслідок його зусиль AIAS перетворилася в організацію, що включає в себе 500 членів і 50 радників правління.
В 1994 AIAS успішно запустила перше телевізійне нагородження комп'ютерних ігор, яке називалось «Cybermania '94» і передавалось по TBS. На це шоу були запрошені такі зірки як Леслі Нільсен і Джонатан Тейлор Томас.

## Annual Interactive Achievement Awards
Interactive Achievement Awards відбувається щорічно починаючи з 1998 року.

### Зал слави

#### Game of the Year
|    | Рік  | Гра                                  | Жанр                    | Платформи                                                 | Розробники               |
| -- | ---- | ------------------------------------ | ----------------------- | --------------------------------------------------------- | ------------------------ |
| 18 | 2015 | Dragon Age: Inquisition              | Action RPG              | PlayStation 3, PlayStation 4, Windows, Xbox 360, Xbox One | BioWare                  |
| 17 | 2014 | The Last of Us                       | Action-adventure        | PlayStation 3                                             | Naughty Dog              |
| 16 | 2013 | Journey                              | Пригоди                 | PlayStation 3                                             | Thatgamecompany          |
| 15 | 2012 | The Elder Scrolls V: Skyrim          | RPG                     | PlayStation 3, Windows, Xbox 360                          | Bethesda Game Studios    |
| 14 | 2011 | Mass Effect 2                        | RPG                     | PlayStation 3, Windows, Xbox 360                          | BioWare                  |
| 13 | 2010 | Uncharted 2: Among Thieves           | Action-adventure        | PlayStation 3                                             | Naughty Dog              |
| 12 | 2009 | LittleBigPlanet                      | Платформер              | PlayStation 3                                             | Media Molecule           |
| 11 | 2008 | Call of Duty 4: Modern Warfare       | Шутер від першої особи  | PlayStation 3, Xbox 360, Windows, Mac OS X                | Infinity Ward            |
| 10 | 2007 | Gears of War                         | Шутер від третьої особи | Xbox 360, Windows, Mac OS X                               | Epic Games               |
| 9  | 2006 | God of War                           | Action-adventure        | PlayStation 2                                             | SCE Studios Santa Monica |
| 8  | 2005 | Half-Life 2                          | Шутер від першої особи  | PlayStation 3, Xbox, Xbox 360, Windows                    | Valve Corporation        |
| 7  | 2004 | Call of Duty                         | Шутер від першої особи  | N-Gage, Windows, Mac OS X                                 | Infinity Ward            |
| 6  | 2003 | Battlefield 1942                     | Шутер від першої особи  | Windows 98, Mac OS                                        | Digital Illusions CE     |
| 5  | 2002 | Halo: Combat Evolved                 | Шутер від першої особи  | Xbox, Windows, Mac OS X                                   | Bungie Studios           |
| 4  | 2001 | Diablo II                            | Hack and slash          | Windows, Mac OS, Mac OS X                                 | Blizzard North           |
| 3  | 2000 | The Sims                             | Симулятор життя         | Windows, Mac OS, Linux                                    | Maxis                    |
| 2  | 1999 | The Legend of Zelda: Ocarina of Time | Action-adventure        | Nintendo 64                                               | Nintendo EAD             |
| 1  | 1998 | GoldenEye 007                        | Шутер від першої особи  | Nintendo 64                                               | Rareware                 |

#### Action Game of the Year
| Рік  | Загалом                             | Загалом                                      |
| Рік  | Консоль                             | ПК                                           |
| 2015 | Destiny                             | Destiny                                      |
| 2014 | Bioshock Infinite                   | Bioshock Infinite                            |
| 2013 | Borderlands 2                       | Borderlands 2                                |
| 2012 | Call of Duty: Modern Warfare 3      | Call of Duty: Modern Warfare 3               |
| 2011 | Red Dead Redemption                 | Red Dead Redemption                          |
| 2010 | Call of Duty: Modern Warfare 2      | Call of Duty: Modern Warfare 2               |
| 2009 | Dead Space                          | Dead Space                                   |
| 2008 | Call of Duty 4: Modern Warfare      | Call of Duty 4: Modern Warfare               |
| 2007 | Gears of War                        | Gears of War                                 |
| 2006 | God of War                          | God of War                                   |
| 2005 | Grand Theft Auto: San Andreas       | Tom Clancy's Splinter Cell: Pandora Tomorrow |
| 2004 | Crimson Skies: High Road to Revenge | Prince of Persia: The Sands of Time          |
| 2003 | Grand Theft Auto: Vice City         | Grand Theft Auto: Vice City                  |
| 2002 | Halo: Combat Evolved                | Return to Castle Wolfenstein                 |
| 2001 | The Legend of Zelda: Majora's Mask  | Deus Ex                                      |
| 2000 | Crazy Taxi                          | Half-Life: Opposing Force                    |
| 1999 | Banjo-Kazooie                       | Half-Life                                    |
| 1998 | GoldenEye 007                       | Quake II                                     |

Академія також відзначає особистостей, які найбільше вплинули на сферу комп'ютерних ігор. Це виявляється у зарахуванні її до так званої «Зали слави» (англ. Hall of Fame). Сюди щороку зараховують одну, рідше дві або більше осіб.
| Рік  | Особистості                    | Опис                       | Студія                 |
| ---- | ------------------------------ | -------------------------- | ---------------------- |
| 2009 | Брюс Шелі                      | Геймдизайнер               | Ensemble Studios       |
| 2008 | Майкл Моргайм                  | Президент і співзасновник  | Blizzard Entertainment |
| 2008 | Кен Кутарагі                   | Виконавчий директор        | Cellius                |
| 2007 | Мінору Аракава Говард Лінкольн |                            |                        |
| 2007 | Дені Бантен                    | Геймдизайнер та програміст |                        |
| 2006 | Річард Геріот                  |                            | NCsoft North America   |
| 2005 | Тріп Хоукінс                   |                            | Digital Chocolate      |
| 2004 | Пітер Муліне                   |                            | Lionhead Studios       |
| 2003 | Ю Сузукі                       |                            | SEGA Coporation        |
| 2002 | Вільям Райт                    |                            | Maxis                  |
| 2001 | Джон Кармак                    |                            | id Software            |
| 2000 | Хіронобу Сакагучі              |                            | Square USA, Inc.       |
| 1999 | Сід Меєр                       |                            | Firaxis Games          |
| 1998 | Шігеру Міямото                 |                            | Nintendo Co.           |